# Emily Wickersham
Emily Wickersham, född 26 april 1984 i Kansas, är en amerikansk skådespelerska. Hon har bland annat spelat rollen som Rhiannon Flammer i Sopranos och Eleanor "Ellie" Bishop i NCIS.
Wickersham har österrikisk och svenskt (Värmland) ursprung, och växte upp i Mamaroneck i New York.
Hon gifte sig med musikern Blake Hanley den 23 november 2010 och skilde sig från honom i december 2018.

## Filmografi (urval)
- 2006 - Sopranos
- 2008 - Gardener of Eden
- 2008 - Definitely, Maybe
- 2009 - How I Got Lost
- 2010 - Remember Me
- 2011 - I Am Number Four
- 2011 - Gossip Girl
- 2012 - Gone
- 2013 - The Bridge
- 2013 - NCIS
- 2014 - Glitch